# İsmail Yüksek
İsmail Yüksek (ur. 26 stycznia 1999 w İzniku) – turecki piłkarz występujący na pozycji pomocnika w tureckim klubie Fenerbahçe SK oraz reprezentacji Turcji.

## Kariera klubowa
Yüksek karierę juniorską zaczynał w Bursasporze. Grał również w wielu lokalnych drużynach – Bursa Merinosspor, Yeşil Bursa, Yıldırım Belediyespor i Bursa Yıldırımspor.
Profesjonalną karierę rozpoczął w 2018 roku, podpisując 3-letni profesjonalny kontrakt z Gölcüksporem. W latach 2018–2021 rozegrał tam 49 meczów i strzelił 9 goli.
8 maja 2020 roku Fenerbahçe SK ogłosiło zakontraktowanie Yükseka. W 2020 został krótkoterminowo wypożyczony do Balıkesirsporu i powrócił w styczniu 2021. Debiut w Fenerbahçe zaliczył 18 stycznia 2021 w meczu z MKE Ankaragücü, zakończonym zwycięstwem 3:1.
W lutym 2021 został wypożyczony do Adana Demirsporu. W następnym sezonie udał się do Bursasporu. 
W sezonie 2022/23 zaliczył dobry sezon w Fenerbahçe, co poskutkowało powołaniem do kadry narodowej. 

## Kariera reprezentacyjna
W seniorskiej reprezentacji Turcji zadebiutował 22 września 2022 roku w meczu z Luksemburgiem. Na boisku pojawił się w 81 minucie i sześć minut później strzelił bramkę. 
12 października 2023 został pierwszym piłkarzem, który w meczu eliminacji Mistrzostw Europy wszedł w więcej niż 15 indywidualnych pojedynków z przeciwnikami (16) i wygrał 12 z nich.
W 2024 został powołany na Euro 2024. Zagrał w meczu z Portugalią, gdzie wszedł w 58. minucie na boisko i z Czechami, gdzie znalazł się w wyjściowym składzie. 
| Lp. | Data             | Stadion                                  | Przeciwnik | Wynik | Rezultat | Rozgrywki              | Raport |
| --- | ---------------- | ---------------------------------------- | ---------- | ----- | -------- | ---------------------- | ------ |
| 1.  | 22 września 2022 | Başakşehir Fatih Terim Stadyumu, Stambuł | Luksemburg | 3–3   | 3:3      | LN 2022/23 (Dywizja C) | [ 12 ] |

## Osiągnięcia
Puchar Turcji (1):
- 2022/2023